# Радченко, Артём Олегович
Артём Оле́гович Ра́дченко (укр. Артем Олегович Радченко; 2 января 1995, Харьков, Украина) — украинский футболист, нападающий литовского клуба «Трансинвест».
Выступал за юношескую сборную Украины до 17 лет и до 19 лет.

## Биография

### Клубная карьера
Воспитанник академии харьковского «Металлиста». В детско-юношеской футбольной лиге Украины выступал с 2008 года по 2010 год за «Металлист». В 2009 году стал бронзовым призёром ДЮФЛ, также был признан лучшим нападающим турнира.
Зимой 2011 года перешёл в дубль «Металлиста». 4 марта 2011 года дебютировал в молодёжном чемпионате Украины в выездном матче против полтавской «Ворсклы» (0:0), Радченко отыграл всю игру. 14 мая 2011 года забил первый гол в молодёжном первенстве в домашнем матче против мариупольского «Ильичёвца» (3:1), Радченко вышел на замену, а в конце игры забил последний гол в поединке. В сезоне 2010/11 провёл 8 матчей и забил 1 гол в молодёжном чемпионате.
В составе основной команды «Металлиста» дебютировал в матче 1/16 финала Кубка Украины против «Берегвидейка» (0:3), главный тренер Мирон Маркевич выпустил Радченко в начале второго тайма вместо Джонатана Кристальдо. В составе «Металлиста» Артём Радченко дебютировал в 16 лет. 12 ноября 2011 года в товарищеском матче против «Славхлеба» (3:1), Радченко забил гол на 43 минуте.
Также он попал заявку на участие в Лигу Европы сезона 2011/12. 30 ноября 2011 года дебютировал в еврокубках в матче группового этапа Лиги Европы против венской «Аустрии» (4:1), Радченко вышел в конце игры в добавленное время вместо Хосе Эрнесто Сосы.
Зимой 2012 года вместе с основной командой впервые поехал на сборы в ОАЭ и Турцию. На сборах Мирон Маркевич выпускал Радченко как в основном составе, так и на замену. В Премьер-лиге Украины дебютировал 14 апреля 2012 года в домашнем матче против мариупольского «Ильичёвца» (0:0), Радченко вышел на 78 минуте вместо Себастьяна Бланко. Дебютировав, Радченко стал самым молодым игроком сезона 2011/12 и стал первым игроком 1995 года рождения в чемпионатах Украины. Радченко мог дебютировать в чемпионате раньше, 1 апреля в игре против криворожского «Кривбасса» (1:1), но тогда он находился на расположении юношеской сборной Украины.
В апреле 2015 года перешёл в ужгородскую «Говерлу» до конца сезона 2014/15.
22 мая 2015 Артём стал игроком «Хайдука». 19 июля в матче против «Сплита» он дебютировал в чемпионате Хорватии.
7 августа 2016 года Радченко стал виновником автомобильной аварии в Хорватии. В крови украинца обнаружено содержание алкоголя в 3,3 промилле. По этой причине «Хайдук» расторг с игроком контракт.
В апреле 2017 года перешёл в состав команды чемпионата Харьковской области «АФК Безруки». В сентябре 2018 года был заявлен за МФК «Николаев» и провёл в клубе полтора сезона.
В начале 2020 года перешёл в латвийскую «Елгаву».

### Карьера в сборной
В состав юношеской сборной Украины до 17 лет впервые был вызван Александром Петраковым летом 2010 года в 15 лет. 24 августа 2010 года дебютировал в сборной до 17 лет на XVII международном турнире на призы Федерации футбола Литвы в городе Паланга в матче против Латвии (1:2), Радченко отыграл 80 минут. На турнире он сыграл в 4 играх. В октябре 2010 года сыграл в двух товарищеских играх против Швейцарии.
В январе 2011 года участвовал на турнире Кубок Эгейского моря, где провёл 3 матча. В апреле 2011 года был приглашён на турнир Кубок Президента Казахстана. На групповом этапе Украина заняла 1 место, обогнав Турцию, Грузию и Армению. Радченко сыграл во всех трёх играх. В финале Украина уступила Азербайджану (0:0 основное время и 5:4 по пенальти), Радченко вышел на 35 минуте вместо Никиты Ветрова. В июне 2011 года был вызван на мемориал Виктора Банникова. В своей группе Украина заняла 1 место, обогнав Сербию, Чехию и Беларусь. На групповом этапе Радченко сыграл все трёх игры, в игре против Сербии (3:4), он забил два гола, а в матче против Беларуси (6:0) забил последний гол в игре. В финале Украина обыграла Россию (3:0), Радченко начал матч в основе, но на 68 минуте был заменён на Ореста Кузика.
Александр Петраков вызвал Радченко на турнир Syrenka Cup, который проходил в Польше в августе-сентябре 2011 года. В четвертьфинале Украина обыграла Норвегию (4:3), а в полуфинале проиграла Польше (0:0 основное время и 3:1 по пенальти). В матче за третье место Украина обыграла Венгрию (5:1) и стала обладателем бронзовых медалей турнира. В сентябре 2011 года сыграл в двух товарищеских играх в против Франции (0:0) и (2:2).
Участвовал в квалификационном раунде чемпионата Европы 2012 среди сборных не старше 17 лет, который прошёл в Словении. В первой игре квалификации против Бельгии (0:2), Радченко забил последний гол в матче на 39 минуте в ворота Бенни Рогиста. Следующую игру он провёл против Хорватии (0:1). В итоге Украина заняла 2 место, уступив Бельгии и обогнав Азербайджан и Хорватию, вышла в элит-раунд. В феврале 2012 года провёл два товарищеских матча против Турции (3:2) и (4:2), в обеих играх он отметился забитым голом. Также в феврале сыграл в товарищеской игре против дубля казанского «Рубина» (2:0). В марте 2012 года сыграл в товарищеском матче против Узбекистана (6:0), Радченко забил гол на 27 минуте с пенальти.
В марте 2012 года прошёл элит-раунд за право участвовать в чемпионата Европы 2012 среди сборных не старше 17 лет. В своей группе Украина заняла последнее 4 место, проиграв все три матча Англии, Испании и Грузии. Радченко сыграл во всех трёх играх. Всего за юношескую сборную Украины сыграл 29 матчей и забил 6 мячей.

## Стиль игры
Радченко выступает на позиции нападающего. Его положительные качества — дриблинг и скорость. Основная нога — правая.

## Достижения
- Серебряный призёр чемпионата Украины: 2012/13